# Mathieu Baillif
Pour les articles homonymes, voir Baillif (homonymie).
 (novembre 2018).
Mathieu Baillif alias Ibn Al Rabin, est un auteur de bande dessinée suisse né en 1975 à Genève. C'est l'un des représentants de la bande dessinée minimaliste francophone des années 2000.

## Biographie
Mathieu Baillif suit des études de mathématiques et publie chez des éditeurs genevois à partir du milieu des années 1990, comme B.ü.L.B à partir de 1997. Il participe à Bile noire, revue des éditions Atrabile, ainsi que des fanzines gratuits en micro-édition. Il fonde sa propre maison d'édition, Me Myself, où paraissent des ouvrages comme Les Aventures de John Master John, Torve et bistre, Sec et nerveux, Les Aventures de Cloclo le lombric.
En 2003, il crée avec Alex Baladi, Yves Levasseur et Andreas Kündig La Fabrique de fanzines, une animation qui se produit dans les festivals et propose à tous les visiteurs de fabriquer sur place de petits fanzines photocopiés. En 2007, il livre L'Autre fin du monde chez Atrabile, livre comptant plus de 1000 pages.

## Œuvres

### Albums
- 2[w] Set A n°7 : Histoires réversibles, B.ü.L.b comix, coll. « 2[w] », 1997.
- N'importe quoi !, B.ü.L.b comix, coll. « 40[w] », 1997.
- Poissons-citerne, B.ü.L.b comix, coll. « 40[w] », 1997.
- Les Aventüres de John Master John, Me Myself, 24 volumes, 1998-1999.
- Torve et bistre, Me Myself, 1998.
- Bon eh ben je prendrai le suivant, Me Myself, 1998.
- Sec et Nerveux, Me Myself, 1998.
- Participation à Comix 2000, L'Association, 1999.
- Flap-Flap, Me Myself, 2000.
- Les Miettes (scénario), avec Frederik Peeters (dessin), Drozophile, 2001.
- Friture, avec Frederik Peeters et Andreas Kündig, Me Myself, 2002.
- Des panosses des catelles, Me Myself, 2002.
- La Tour Eiffel, Le Reb', coll. « Grain de sable », 2003.
- Cot Cot, Atrabile, 2003.
- Retour écrémé, Atrabile, 2003.
- Je ne suis pas à Bourg-lès-Valence, La fabrique de fanzines, 2004.
- Faudrait voir à voir, Groinge, 2004.
- Un fanzine avec un titre de 31 lettres, Auto-édition, 2004.
- Dormez-vous ?, avec Alex Baladi, Atrabile, coll. « Sang », 2004.
- « Strips » dans Oupus 4, L'Association, coll. « OuBaPo », 2005.
- « Majorité », dans L'Abécédaire, L'Égouttoir, coll. « Fondue », 2005.
- L'Aventure permanente, Q Press, coll. « Hic sunt leones », 2005.
- Le Monde change trop vite, Groinge, 2006.
- « Eugène Onéguine », dans Myxomatose, Myxoxymore, 2006.
- « Safety instructions », dans SOS-Aircraft, La Joie de lire, 2007.
- L'Autre fin du monde, Atrabile, 2007.
- Le Meilleur de la Bible 1, Le crime de Guivéa, Atrabile, coll. « Lymphe », 2008.
- Le Meilleur de la Bible 2, Sichem & Dina, Atrabile, coll. « Lymphe », 2008.
- Le Meilleur de la Bible 3, Le roi Saül, Atrabile, coll. « Lymphe », 2010.
- Timides tentatives de finir tous nus, Atrabile, coll. « fiel », 2011.
- La Fabrique de fanzines par ses ouvriers mêmes, Collectif avec Alex Baladi, Andréas Kündig, Yves Levasseur et Benjamin Novello, Atrabile, 2011.
- Splendeurs & misères du verbe, L'Association, coll. « Patte de mouche » (tome 70), 2012.
- Contribution à l'étude du léger brassement d'air au-dessus de l'abîme, Atrabile, 2012.
- Lentement aplati par la consternation, Atrabile, 2013.
- Des extraits de la vie de Jehan Régnier [1393 - 1469], Atrabile, 2017.

### Périodiques
- Participations à Bile Noire n°1 à 16, Atrabile, 1997-2007.
- Participations au Phacochère n°29 et 30, Groinge, 2002-2003.
- Participations à Comix Club n°1 à 3, Groinge, 2003-2005.
- « Il s'emmerde », dans Mycose n°17, Mycose Comix Factory, 2004.
- Participations à L'Affaire du Siècle Tome 5, n°7 et 15, Auto-édition, 2005-2006.
- « Salade grecque », dans Rhinocéros contre Eléphant, n°pi, Tanibis, 2006.